# Boulogne-sur-Helpe
Boulogne-sur-Helpe è un comune francese di 335 abitanti situato nel dipartimento del Nord nella regione dell'Alta Francia.

## Società

### Evoluzione demografica
Abitanti censiti